# Cremaster (série de films)
Pour les articles homonymes, voir Cremaster.
Pour plus de détails, voir Fiche technique et Distribution.
Cremaster (titre original : The Cremaster Cycle) est un cycle de cinq films d'art réalisés par Matthew Barney. Leurs durées varient de 41 minutes pour le plus court (Cremaster 1) à plus de trois heures pour Cremaster 3.
Le nom des films vient du muscle crémaster, muscle abdominal de l'être humain.
Une grande richesse est apportée aux costumes, maquillages, décors, sculptures. La mise en scène énigmatique peut désarçonner le spectateur habitué à des formes plus conventionnelles d'art.
Les mots qui décrivent le mieux l'univers présenté dans cette œuvre seraient : baroque, onirisme, symbolisme, corporalité, identité sexuelle, macabre, merveilleux, fantastique,  surréaliste, opéra, fable.
L'ordre de réalisation des cinq films ne correspond pas à leur numérotation. L'ordre est le suivant :
- Cremaster 4 (1994) ;
- Cremaster 1 (1995) ;
- Cremaster 5 (1997) ;
- Cremaster 2 (1999) ;
- Cremaster 3 (2002).

Ce cycle fait régulièrement l'objet de diffusions dans des salles de cinéma d'art et d'essai, ainsi que d'expositions réunissant projections, sculptures et photos issues des films. Cette œuvre a fait l'objet d'une exposition au musée national d'Art moderne à Paris en 2003.